# Катастрофа B-52 над Дикою Горою
Катастрофа B-52 над Дикою Горою — загибель бомбардувальника B-52 c ядерною зброєю на борту, викликана руйнуванням кіля літака у зимовій штормовій турбулентності. Дві термоядерні бомби, які транспортував літак, були знайдені «майже неушкодженими серед уламків» і через два дні евакуйовані з місця катастрофи.

## Опис аварії
13 січня 1964 року бомбардувальник B-52D повертався до Джорджії з Массачусетсу після патрулювання у рамках операції «Хромований купол». Біля Меєрсдейла в штаті Пенсільванія, на шляху на схід від Солсбері в тому ж штаті; і після зміни висоти, проведеного, щоб покинути зону сильної турбулентності, літак втратив вертикальний стабілізатор в результаті руйнування конструкції. Після втрати кіля і керма напряму бомбардувальник виявився некерованим, пілот наказав екіпажу залишити машину і літак зазнав аварії. Некерований літак розбився неподалік від Бартона в штаті Мериленд, між горою Елбоу (Elbou Mountain) і Великою Дикою горою (Big Savage Mountain).